# Fresnillo de las Dueñas (kommunhuvudort)
Fresnillo de las Dueñas är en kommunhuvudort i Spanien.   Den ligger i provinsen Provincia de Burgos och regionen Kastilien och Leon, i den centrala delen av landet, 140 km norr om huvudstaden Madrid. Fresnillo de las Dueñas ligger 805 meter över havet och antalet invånare är 375.
Terrängen runt Fresnillo de las Dueñas är huvudsakligen platt. Fresnillo de las Dueñas ligger nere i en dal. Runt Fresnillo de las Dueñas är det mycket glesbefolkat, med 3 invånare per kvadratkilometer. Närmaste större samhälle är Aranda de Duero, 4,5 km nordväst om Fresnillo de las Dueñas. Trakten runt Fresnillo de las Dueñas består till största delen av jordbruksmark.